# Catholic Worker Movement

Farma Rose Hill Catholic Worker działająca w okresie 1964-1978

Catholic Worker Movement (pol. Ruch Katolickiego Robotnika) – ruch autonomicznych wspólnot katolików i ich zwolenników założony przez Dorothy Day i Petera Maurina w Stanach Zjednoczonych w 1933. Jego celem jest „życie w zgodzie ze sprawiedliwością i miłością Jezusa Chrystusa”. Jedną z jego zasad przewodnich jest uczynność wobec tych, którzy znajdują się na marginesie społeczeństwa, co wynika z zasad komunitaryzmu i personalizmu. W tym celu ruch zrzesza ponad 187 lokalnych wspólnot, które świadczą usługi społeczne. Każdy dom ma inną misję, prowadząc misję sprawiedliwości społecznej na swój własny sposób, dostosowany do lokalnego regionu. 
Domy prowadzone przez ruch nie są oficjalnymi organami Kościoła katolickiego, a ich działalność, inspirowana osobą Day, może być mniej lub bardziej jawnie religijna w tonie i inspiracji, w zależności od konkretnej instytucji. Ruch ten prowadzi kampanie na rzecz niestosowania przemocy i aktywnie sprzeciwia się zarówno wojnom, jak i nierównemu globalnemu podziałowi dóbr. Dorothy Day założyła również gazetę „The Catholic Worker”, która nadal jest wydawana przez dwa domy Katolickich Robotników w Nowym Jorku i sprzedawana za kilka centów.

## Historia
Ruch Katolickich Robotników rozpoczął się od gazety „The Catholic Worker”, założonej przez Dorothy Day w celu szerzenia katolickiej nauki społecznej i zajęcia neutralnego, chrześcijańskiego stanowiska pacyfistycznego w ogarniętych wojną latach 30. Day próbowała wprowadzić w czyn swoje słowa z Catholic Worker poprzez „domy gościnności”, a następnie poprzez serię farm, na których ludzie żyli razem w komunach. Idea dobrowolnego ubóstwa była propagowana wśród tych, którzy dobrowolnie zgłaszali się do pracy w domach. Wiele osób przychodziło do domów po pomoc, a następnie sami stawali się ich członkami. Początkowo nie były zbyt ściśle zorganizowane i nie stawiały żadnych wymagań dotyczących członkostwa. Z czasem jednak ustanowiono pewne podstawowe zasady i reguły. Day mianowała dyrektorów każdego z domów, ale starano się zachować autonomię w ich prowadzeniu. Z powodu tej polityki domy różniły się zarówno pod względem wielkości, jak i charakteru: w latach 30. XX wieku oddział w St. Louis składał się z 3400 osób, a w Detroit – około 600.
Gazeta „The Catholic Worker” rozpowszechniła tę ideę w innych miastach Stanów Zjednoczonych, jak również w Kanadzie i Wielkiej Brytanii, poprzez polecenia drukowane przez tych, którzy doświadczyli pracy w domach gościnności. Do 1941 powstało ponad 30 niezależnych, ale powiązanych ze sobą wspólnot. W latach 1965–1980 powstało dodatkowo 76 wspólnot, z których 35 istnieje do dziś, jak na przykład „Hippie Kitchen” założona na tyłach furgonetki przez dwóch członków ruchu na Skid Row w Los Angeles w latach 70. Obecnie istnieje ponad 180 wspólnot, w tym kilka w Australii, Wielkiej Brytanii, Kanadzie, Niemczech, Holandii, Meksyku, Nowej Zelandii i Szwecji.

## Założenia ruchu
„Naszą zasadą są uczynki miłosierdzia”, mówiła Dorothy Day. „Jest to droga ofiary, kultu, poczucia czci”.
Według współzałożyciela Petera Maurina ruch ma następujące przekonania:
1. Lekki personalizm tradycyjnego katolicyzmu.
2. Osobisty obowiązek dbania o potrzeby naszego bliźniego
3. Codzienna praktyka misji miłosierdzia.
4. Domy gościnności w celu zapewnienia natychmiastowej pomocy tym, którzy są w potrzebie.
5. Tworzenie Komun Rolniczych, w których każdy pracuje według swoich możliwości i otrzymuje według swoich potrzeb.
6. Tworzenie nowego społeczeństwa w skorupie starego (z filozofią nowego).

Radykalna filozofia ruchu może być określona jako chrześcijański anarchizm. Anne Klejment, wykładowczyni historii na Uniwersytecie św. Tomasza, napisała o ruchu: 

Catholic Worker stanowił chrześcijański ruch anarchistyczny. Wszelka władza pochodzi od Boga; a państwo, z wyboru oddalając się od chrześcijańskiego perfekcjonizmu, traci swoją ostateczną władzę nad obywatelem... Katolicki anarchizm robotniczy podąża za Chrystusem jako wzorem pozbawionego przemocy rewolucyjnego zachowania... Szanuje indywidualne sumienie. Ale głosi też prorocze przesłanie, trudne do przyjęcia dla wielu współczesnych mu ludzi.

### Udział rodzin w ruchu
Rodziny też miały swoje role w ruchu Catholic Worker. Ponieważ osoby przekazujące fundusze na rzecz domów gościnności chciały pomóc przede wszystkim ubogim, większe koszty utrzymania rodziny wolontariuszy (w przeciwieństwie do utrzymania pojedynczego wolontariusza) były sprzeczne z wolą osób przekazujących fundusze. Badacz Daniel McKanan zasugerował, że z wielu powodów perspektywa Dorothy Day dotycząca zaangażowania rodzin w ruch była kontrowersyjna. Pomimo tych elementów konfliktu, rodziny uczestniczyły w ruchu na różne sposoby: niektórzy pomagali domom gościnności, podczas gdy inni otwierali "pokój Chrystusa" w swoich domach dla ludzi w potrzebie. Istnieje wiele innych możliwości zaangażowania rodzin, a niektóre rodziny prowadziły własne domy gościnności. 